# اینگرید سیرستاد اینگن
اینگرید سیرستاد اینگن (انگلیسی: Ingrid Syrstad Engen؛ زادهٔ ۲۹ آوریل ۱۹۹۸) بازیکن فوتبال اهل نروژ است.
از باشگاه‌هایی که در آن بازی کرده‌است می‌توان به باشگاه فوتبال زنان بارسلونا اشاره کرد.
وی همچنین در تیم ملی فوتبال زنان نروژ بازی کرده‌است.